# Ана Зегерс
Ана Зегерс (Мајнц, 19. новембар 1900 — Берлин, 1. јун 1983) је била немачка књижевница позната по романима који су описивали моралне дилеме људи у превирањима Другог светског рата.
Рођена је као Нети Рејтлинг 1900. у Мајнцу у породици јеврејског порекла. Године 1925. удала се за мађарског комунисту Ласла Радвањија. Године 1928. постала је члан Комунистичке партије Немачке. Након доласка нациста на власт била је хапшена, а после је побегла у Француску. Након капитулације Француске живела је прво у вишијевској Француској, а потом је побегла у Мексико. Године 1947. вратила се у земљу, а након поделе Немачке живела је у ДДР-у.
Њено најпознатије дело је Седми крст.